# Håkankila
Håkankila är en bebyggelse strax väster om Sätila i Sätila socken i Marks kommun. Mellan 2015 och 2020 avgränsade SCB här en småort.